# Pilotes de haut-vol
Pour plus de détails, voir Fiche technique et Distribution.
Pilotes de haut-vol (High Flight) est un film dramatique britannique de 1957. Il est réalisé en Cinemascope par John Gilling, à la base de Cranwell de la Force aérienne royale (RAF). Ses principaux acteurs sont Ray Milland, Bernard Lee et Leslie Phillips. Le film reflète l'ambiance de la Guerre froide.

## Synopsis
Un groupe d'aspirants pilotes arrive à la base de Cranwell de la RAF pour y suivre une formation de trois ans, destinée à en faire des pilotes de la RAF. Le groupe comprend Tony Winchester (Kenneth Haigh), qui fait une entrée mémorable en posant avec son avion civil, avec son amie à bord (Anne Aubrey), sur la piste de la RAF juste devant le De Havilland Vampire piloté par le Commandant Rudge (Ray Milland). Durant la Seconde guerre mondiale, le père de Winchester a été le supérieur de Rudge et est mort en protégeant la vie de ce dernier, qui avait désobéi à ses ordres. Roger Endicott (Anthony Newley) est le scientifique du groupe. Il espère créer une soucoupe volante fonctionnelle. Son modèle réduit télécommandé a des ennuis et finit par s'écraser sur une réception donnée par l'évêque (Ian Fleming).
Winchester est un individu au caractère difficile, qui éprouve du ressentiment envers Rudge, à cause du décès de son père durant la guerre. Il ne veut pas apprendre la signification de l'expression travail d'équipe, jusqu'au moment où il se retrouve accidentellement en train de survoler le territoire ennemi en Allemagne. Son appareil ayant été endommagé par la défense anti-aérienne, il est obligé de se poser en catastrophe. Rudge l'exclut alors de l'équipe qui doit participer au meeting aérien de Farnborough

## Réalisation
Le film est tourné sur la base de Cranwell de la RAF, à Cranwell (Lincolnshire, Angleterre, Royaume-Uni). Il montre des Hawker Hunter du 43ème escadron de la RAF, basés à Leuchars en Écosse. 

## Réception du film par le public et la critique

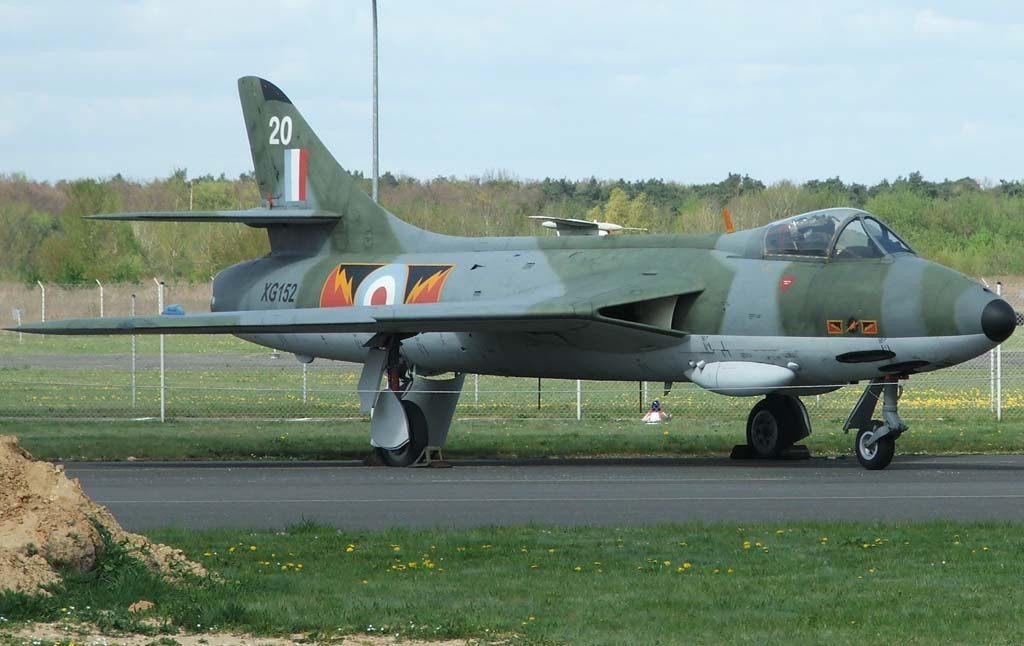
Hawker Hunter

Le film reçoit un accueil très réservé de la critique, mais est un succès auprès du public. Il ressort sur les écrans en 1961. En France, le film fait 1 110 900 entrées
Classification :
- Royaume-Uni : U.
- États-Unis : Approved (PCA #18319).
- Finlande : K-8.
- Suède : Btl.

## Fiche technique
- Titre : Pilotes de haut-vol.
- Titre original : High flight.
- Réalisation : John Gilling.
- Scénario : Ken Hughes[3] d'après une histoire de Jack Davies[1].
- Musique : Douglas Gamley, Kenneth V. Jones[1] et Eric Coates pour la High Flight March.
- Photographie : Ted Moore, assisté d'Ernest Day (cadreur).
- Montage :
- Direction artistique :
- Costumes :
- Chorégraphie : Tutte Lemkow
- Production : Irving Allen, Albert R. Broccoli et Phil C. Samuel.
- Société de production : Warwick Films.
- Distribution : Columbia Pictures
- Pays d'origine : Royaume-Uni.
- Langue : Anglais
- Format : Couleurs (Technicolor[1]). - CinemaScope - 2.35:1[3] - Son mono (Westrex Recording System)[3]
- Genre : Drame.
- Durée[3] : 
  -  États-Unis : 89 minutes.
  -  États-Unis : 86 minutes (copie TCM).
  -  Royaume-Uni : 102 minutes.
- Date de sortie : 
  -  Royaume-Uni : 17 septembre 1957.
  -  Allemagne de l'Ouest : 6 décembre 1957[3].

En Italie, le film sort sous le titre Missili umani.

## Distribution
- Ray Milland - Commandant Rudge.
- Bernard Lee - Sergent Harris.

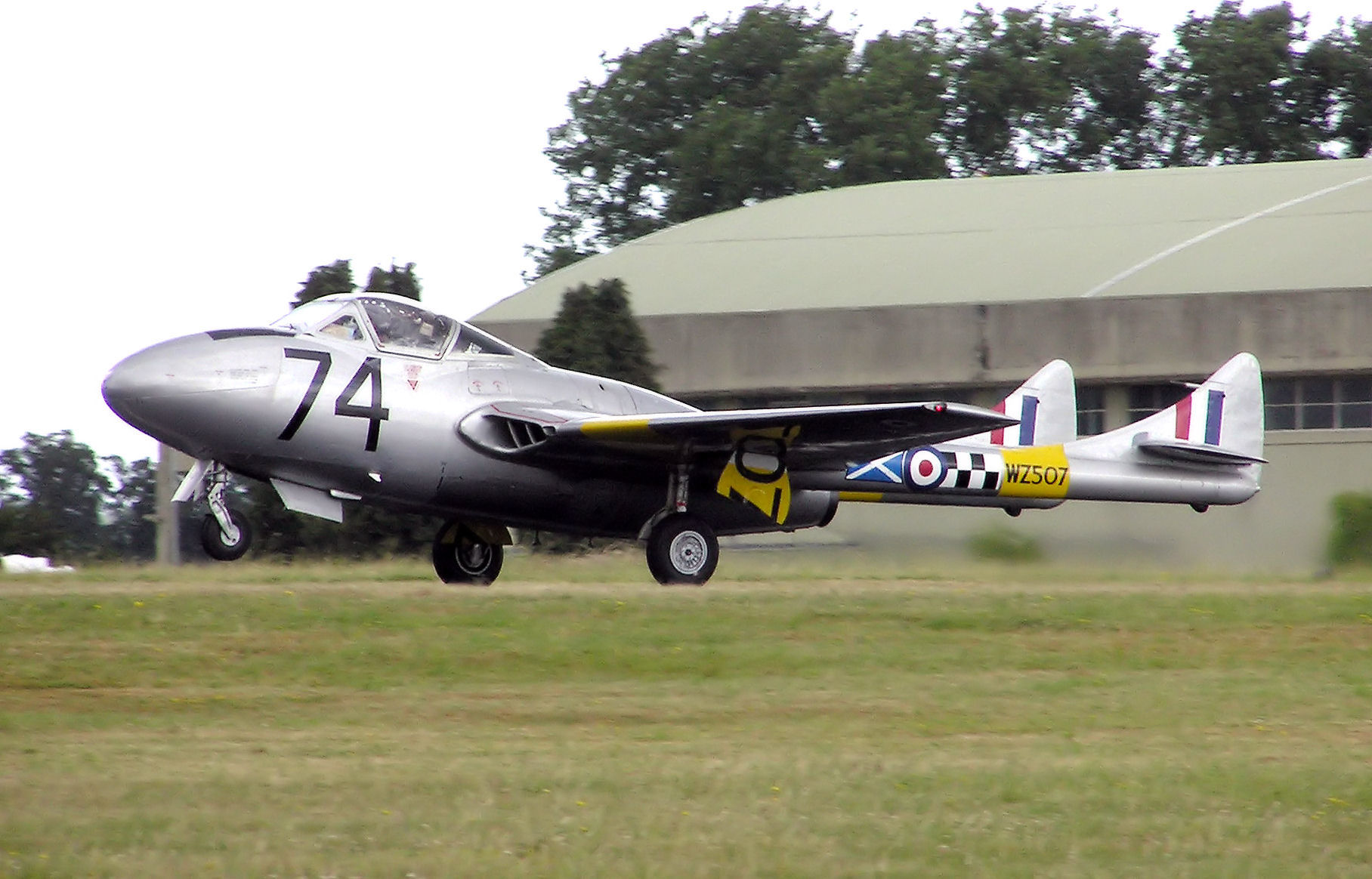
De Havilland DH 115 Vampire

- Kenneth Haigh - Anthony « Tony » Winchester.
- Anthony Newley - Roger Endicott.
- Kenneth Fortescue - John Fletcher.
- Sean Kelly - Aspirant Day.
- Helen Cherry - Louise Dawson.
- Leslie Phillips - Chef d'escadrille Blake.
- Duncan Lamont - Le caporal armurier.
- Kynaston Reeves - Le ministre de l'Air.
- John Le Mesurier - Le commandant.
- Jan Brooks - Diana.
- Frank Atkinson - Parker.
- Ian Fleming - L'évêque.
- Nancy Nevinson - La femme de l'évêque.
- Grace Arnold.
- Hal Osmond.
- Leslie Weston.
- Anne Aubrey.
- Jan Holden.
- Bernard Horsfall.
- Douglas Gibbon.
- Noel Hood.
- Andrew Keir.
- Richard Wattis.
- John Downing.
- Richard Bennett.
- Barry Foster : Wilcox.
- Peter Dixon.
- Alan Penn.
- George Woodbridge : Le fermier.
- Alfred Burke.

Dans le rôle de la femme de l'évêque, Nancy Nevinson fait, à 39 ans, sa première apparition au cinéma.